# اوبیراتان د امبروزیو
اوبیراتان دِ امبروزیو (به پرتغالی: Ubiratàn D’Ambrósio) (زادهٔ ۸ دسامبر ۱۹۳۲ – درگذشتهٔ ۱۲ مهٔ ۲۰۲۱) در سائو پائولو تاریخنگار ریاضیات اهل برزیل بود.

## زندگی و کارنامه
دامبروزیو در سال ۱۹۶۳ درجه دکتری را در دانشگاه سائوپائولو دریافت کرد و تا زمان بازنشستگی اش در سال ۱۹۹۳ در دانشگاه کمپیناس به تدریس و پژوهش سرگرم بود. او در همین دانشگاه از سال ۱۹۷۲ تا ۱۹۸۰ رئیس دانشکده ریاضیات، آمار و علوم کامپیوتر بود و از سال ۱۹۸۲ تا ۱۹۹۰ در این دانشکده سمت معاون را داشت. وی از سال ۱۹۶۸ تا ۱۹۷۲ در دانشگاه ایالتی نیویورک بود.
دامبروزیو از دهه ۱۹۷۰ به عنوان یکی از بنیانگذاران و مروجان ریاضیات قومشناختی، یعنی بررسی جنبه‌های قومی ریاضیات ملتها و مردمها شناخته می‌شد. در این زمینه او به ویژه به پژوهش دربارهٔ تاریخ ریاضیات در جریان روند استعمار پرداخت.
داامبروزیو همچنین بنیانگذار انجمن برزیلی تاریخ ریاضیات و گروه جهانی ریاضیات قومشناختی بود.
دامبروزیو در سال ۲۰۰۱ به همراه لم لی یانگ برنده جایزه کنت ا. می شد.

## آثار
- Ethnomathematics. Challenging Eurocentrism, in Arthur B. Powell, Marilyn Frankenstein : Mathematics Education, eds. Arthur B. Powell and Marilyn Frankenstein, State University of New York Press, Albany 1997,S. 13-24.
- Historiographical Proposal for Non-Western Mathematics, in Helaine Selin : Mathematics Across Cultures. The History of Non-Western Mathematics, Kluwer Academic Publishers, Dordrecht, 2000, S. 79-92.
- A matemàtica na época das grandes navegações e início da colonização, Revista Brasileira de História da Matemática, Band 1, 2001, S. 3-20.
- Etnomatematica, Pitagora Editrice, Bologna, 2002